# Abraham Adan
Abraham Adan (en hebreo, אברהם "»רן" אדן) (Kibutz Kfar Giladi, 5 de octubre de 1926–Ramat Hasharon, 28 de septiembre de 2012) fue un militar israelí que se desempeñó como general de las Fuerzas de Defensa de Israel en donde sirvió entre los años 1947 y 1973.

## Biografía
Se alistó a las fuerzas de autodefensa judías, Palmach, en 1943, antes de que Israel declarara su independencia en 1948. Durante la Guerra de Independencia de Israel entre 1947 - 1948, fue el comandante del 8.º Batallón de la Brigada Negev. Participó de la Operación Uvdá, en el que capturó el puesto de avanzada transjordano de Eilat, en el extremo sur del Negev, en el país recientemente creado. Fue él quien izó la bandera de tinta reivindicando el territorio de Israel, tal como se representa en la famosa fotografía del evento.
Durante la guerra de Suez, el teniente coronel Adan lideró la 7.ª Brigada Armada (Hativa Sheva) en el Sinaí, donde derrotó a las fuerzas egipcias en esa región.
Durante junio de 1967, en la Guerra de los Seis Días, Adan era el Comandante de una división armada que peleó nuevamente en el Sinaí. Posteriormente, concibió la idea de construir una alta duna de arena a lo largo del lado este del canal de Suez para evitar que los egipcios observasen las defensas israelíes.
En octubre de 1973, durante la guerra de Yom Kipur, el comandante general Adan defendía la región norte de las defensas israelíes a lo largo del canal de Suez. Como comandante de la 162a división armada, dirigió su unidad camino al norte, en el territorio egipcio del Gran Lago Amargo durante la Operación Stouthearted Men. Maniobró su unidad hacia el sur a la ciudad de Suez, en donde su unidad rodeó al ejército egipcio.  
Adan fue uno de los fundadores de kibutz Nirim y Gevulot. Entre 1974 y 1977, sirvió como agregado militar en la Embajada de Israel en Washington D. C..

## Publicaciones
- «On the Banks of the Suez» (1979). Idanim Publishing.
- "Up to the Ink Flag» (1984). Ministry of Defense Publishing.

- Datos: Q2624233
- Multimedia: Avraham Adan / Q2624233